# Сан Романо (Кјети)
Сан Романо (итал. San Romano) је насеље у Италији у округу Кјети, региону Абруцо.
Према процени из 2011. у насељу је живело 60 становника. Насеље се налази на надморској висини од 274 м.